# Pangrapta camerunica
Pangrapta camerunica là một loài bướm đêm trong họ Erebidae.